# Гурко (село)
Гурко (давніше Гірко, або Вірко, пол. Hurko) — село в Польщі, у гміні Медика Перемишльського повіту Підкарпатського воєводства. Розташоване в  в прикордонній смузі.  У середині 20-го століття кілька років підпорядковувалось Перемишльському району Дрогобицької області УРСР.
Населення — 560 осіб (2011).

## Назва
У 1977-1981 рр. в ході кампанії ліквідації українських назв село називалося Ґранічне (пол. Graniczne).

## Історія
Наприкінці XIX ст. в селі зведено фортифікаційні укріплення кільцевої оборони фортеці Перемишль. Під час оборони Перемишля 1914-1915 рр. сільських жителів вивезли до Дрогобички і Динова.
У 1939 році в селі проживало 840 мешканців, з них 540 українців-грекокатоликів, 140 українців-римокатоликів, 20 поляків, 120 польських колоністів міжвоєнного періоду і 20 євреїв. Село входило до ґміни Поповичі Перемишльського повіту Львівського воєводства.
Наприкінці вересня 1939 р. село зайняла Червона армія. 27.11.1939 постановою Президії Верховної Ради УРСР село у складі повіту включене до новоутвореної Дрогобицької області. Навесні 1940 р. через проходження кордону по Сяну жителі села вивезені в колишню німецьку колонію Бриґідав коло Стрия. В червні 1941, з початком Радянсько-німецької війни, село було окуповане німцями. В липні 1944 року радянські війська оволоділи селом, а в березні 1945 року село зі складу Дрогобицької області передано Польщі. Українців добровільно-примусово виселяли в СРСР. Українське населення села, якому вдалося уникнути вивезення до СРСР, попало в 1947 році під етнічну чистка під час проведення Операції «Вісла» і було депортовано на понімецькі землі у західній та північній частині польської держави, що до 1945 належали Німеччині. На їх місце населяли поляків.
У 1975-1998 роках село належало до Перемишльського воєводства.

## Демографія
Демографічна структура станом на 31 березня 2011 року:
|          | Загалом | Допрацездатний вік | Працездатний вік | Постпрацездатний вік |
| -------- | ------- | ------------------ | ---------------- | -------------------- |
| Чоловіки | 288     | 58                 | 204              | 26                   |
| Жінки    | 272     | 52                 | 156              | 64                   |
| Разом    | 560     | 110                | 360              | 90                   |

## Транспорт
4 рази на день (крім неділі) курсує автобус Перемишль-Гурко.
Тричі на день на зупинному пункті Гурко зупиняється електропоїзд Перемишль-Медика.

## Особистості

### Народилися
- Лозинський Йосип Іванович (1807—1889) — етнограф, мовознавець, публіцист, діяч українського національного відродження, священик УГКЦ.